# Nueva Santa María
La Nueva Santa María Ubicada en la zona norte de la Ciudad de México en la alcaldía Azcapotzalco. Esta colonia se fundó hacia mediados del siglo XX.
actualmente el nivel promedio socioeconómico de sus habitantes es de clase media y media alta, Con actividad económica preponderante comercios. 

## Historia
La colonia se fundó sobre terrenos que se ubicaban en las cercanías del poblado de Azcapotzalco y la antigua colonia de Santa María la Ribera, de ahí que posiblemente haya tomado el nombre. 
Fundada en la década de 1940, esta colonia se estableció como uno de los nuevos proyectos de vivienda que surgieron durante esa época, como Ciudad Satélite o la Colonia Narvarte. Una de las características de esta zona es que las calles tienen nombre de frutos y flores (guanábana, frambuesa, piñón, pomarrosa, castaña, clavel, clavelinas y narciso) y la amplitud de las mismas, las cuales cuentan con enormes camellones dotados de una frondosa vegetación, poco común en la zona. Algunas de las casas que se conservan todavía mantienen la arquitectura original en que se levantaron, característica del estilo colonial californiano.
A mediados de los sesenta, la colonia fue cuna de una gran cantidad de grupos de rock and roll. Grupos como Los Whellers (calle de Membrillo), Los Skinners (calle de Nueces), La Máquina (Invernadero), La década (calle de Piña) y Martha y Los Ventura entre otros, iniciando las famosas tardeadas, en donde tocaban estos grupos y sus invitados, con costo de $5.00 la entrada, esto duró hasta inicios de los setenta.

### Época contemporánea
Esta colonia es concurrida los fines de semana como uno de los lugares tradicionales de la delegación y una cantidad de comercios, restaurantes y cafés establecidos en los garaje de las casas que alberga, teniendo como epicentro el Parque Revolución.
También cuenta con el Parque Alheli mismo que se encuentra sobre la avenida del mismo nombre.
En esta colonia vivió la escritora Emma Godoy.